# Pseudonympha montana
Pseudonympha montana är en fjärilsart som beskrevs av William John Burchell 1822. Pseudonympha montana ingår i släktet Pseudonympha och familjen praktfjärilar. Inga underarter finns listade.